# Изе
Изе (нем. Ise) — река в Германии, протекает по земле Нижняя Саксония. Площадь бассейна реки составляет 421 км². Длина реки — 49,7 км.
Река Изе наполняет водой рвы замка Гифхорн в Гифхорне и озеро, на котором расположен музей водяных мельниц. Вдоль реки существует несколько искусственных стариц, созданных в 1659 году при спрямлении русла реки каналами с целью подготовки реки к лесосплаву.
Вдоль реки и её притоков расположен природный заповедник.